# Krasowa (Rusiec)
Krasowa – część wsi Rusiec w Polsce w województwie łódzkim, w powiecie bełchatowskim, w gminie Rusiec, w sołectwie Rusiec I.
W latach 1975–1998 miejscowość należała administracyjnie do województwa sieradzkiego.
Przez wieś przepływa rzeka Krasówka. Tereny wsi położone są przy trasie nr 74.